# Epicrionops
Epicrionops es un género de anfibios gimnofiones de la familia Rhinatrematidae, los cuales habitan en Perú, Ecuador, Colombia, Venezuela y Guyana.

## Especies
- Epicrionops bicolor (Boulenger, 1883)
- Epicrionops columbianus (Rendahl and Vestergren, 1939)
- Epicrionops lativittatus (Taylor, 1968)
- Epicrionops marmoratus (Taylor, 1968)
- Epicrionops niger (Dunn, 1942)
- Epicrionops parkeri (Dunn, 1942)
- Epicrionops peruvianus (Boulenger, 1902)
- Epicrionops petersi (Taylor, 1968)